# Stjärnhoppningen
Stjärnhoppningen var ett TV-program som började i Barnkanalen 2013. Det var en vidareutveckling av den årliga hästhoppningstävlingen sedan 2007, Stjärnornas hoppning.

## Bakgrund
Stjärnornas hoppning startades som ett udda underhållningsinslag i det stora hästsportevenemanget Stockholm International Horse Show i Globen och har hållits årligen sedan 2007. Tävlingen innebär att en grupp kändisar – vanligtvis med ringa hästvana – snabbtränas och sedan tävlar i att hoppa med häst över några låga hinder på tid. Detta har ingått i Sveriges Televisions sändningar från hästevenemanget.
2013 utvidgades det hela till serien Stjärnhoppningen, som i en serie korta avsnitt också följer de tävlandes träningsprocess ett antal månader.

## Säsonger och medverkande

### Säsong 1
Säsong 1 bestod av sex avsnitt och hade premiär den 1 december 2013. Sju kändisar fick åtta månader på sig att lära sig att rida för att i finalavsnittet hoppa Stjärnornas hoppning i Globen under Stockholm International Horse Show. Stjärnorna tränades av Anna Persson-Wallberg och Lena Bredberg. Juryn bestod av Malin Baryard och Sylve Söderstrand.
Medverkande var skådespelaren Sissela Benn, programledaren Rickard Olsson, artisten Zara Larsson, programledaren Ola Selmén, programledaren Magdalena Graaf, skådespelaren Ola Rapace och artisten Sara Varga. Ola Rapace kunde inte delta i finalen och ersattes av artisten Nicke Borg.
Rickard Olsson vann tidstävlingen och Nicke Borg stiltävlingen. Eftersom Rickard Olsson vann för andra året i rad så fick Zara Larsson, som kom tvåa, gå vidare till nästa säsong i stället.

### Säsong 2
Säsong 2 hade premiär den 26 oktober 2014. Stjärnorna tränades igen av Anna Persson-Wallberg och Lena Bredberg. Jury 2014 var Jens Fredricson och Lisen Bratt Fredricson. 2014 flyttade Stockholm International Horse Show från Globen till Friends Arena, och finalen av Stjärnhoppningen 2014 gick därför i Friends Arena i stället för i Globen. Andra säsongen sändes i Barnkanalen med direktsänd final den 30 november.
Medverkande var artisten Zara Larsson, programledaren Doreen Månsson, artisten Nicke Borg, komikern Anders Johansson, programledaren Yankho Kamwendo och artisten Lars-Åke "Babsan" Wilhelmsson. Lars-Åke Wilhelmsson tvingades hoppa av på grund av pälsallergi och ersattes av före detta fotbollsspelaren Thomas Ravelli.
Anders Johansson vann tidstävlingen och Doreen Månsson stiltävlingen.

### Säsong 3
I oktober 2015 startade den tredje säsongen av programmet. Nu fick programmet en programledare, den tidigare medverkande Rickard Olsson. Lena Bredberg och Anna Persson-Wallberg tränade igen, men det var mest Lena Bredberg som var med i programmet. I ett avsnitt fick de medverkande träna för Peter Markne. Jury var Lisen Bratt Fredricson och Peter Markne.
Medverkande var artisten Oscar Zia, bloggaren Misslisibell, programledaren Doreen Månsson, komikern Anders Johansson, programledaren och rapparen Behrang Miri och skådespelaren Happy Jankell.
Misslisibell vann tidstävlingen och Anders Johansson stiltävlingen.

### Säsong 4
Den fjärde säsongen sändes under sex söndagar hösten 2016 på Barnkanalen med förhandsvisning tre dagar innan på SVT Play. Programledare var även i år Rickard Olsson och de medverkande blev återigen coachade av Lena Bredberg. I ett av avsnitten var Carl Hedin och Ludwig Svennerstål gästdomare. Finalen ägde rum under Sweden International Horse Show i Friends Arena den 24 november 2016. Jury var Carl Hedin och Ludwig Svennerstål.
Medverkande var Robin "Mos" Andersson, artisten Maxida Märak, artisten Anna Book, artisten Dogge Doggelito, dansproffset Dermot Clemenger och komikern Ellen Bergström.
Det var ingen tidstävling denna säsong, utan bara stiltävling. Vinnare blev Maxida Märak.

### Säsong 5
Säsong 5 sändes 2017 med samma programledare och tränare som föregående säsong. Jury var Peter Markne och Lisen Bratt Fredricson.
Medverkande var programledaren och artisten Arantxa Alvarez, Youtube-stjärnan Lucas Simonsson, programledaren och bloggaren Hanna Persson, skådespelaren Happy Jankell, programledaren och konstnären Carolina Gynning och dansproffset Dermot Clemenger. De medverkande delades in i par – Arantxa Alvarez och Dermot Clemenger, Hanna Persson och Happy Jankell samt Carolina Gynning och Lucas Simonsson. Dermot Clemenger kunde inte delta i finalen på grund av diskbråck och ersattes av Ludwig Svennerstål.
Det vinnande paret blev Arantxa Alvarez och Ludwig Svennerstål.